# Pieni Jukajärvi
Pieni Jukajärvi är en sjö i kommunen Ruokolax i landskapet Södra Karelen i Finland. Sjön ligger 81,1 meter över havet. Den är 28,6 meter djup. Arean är 96 hektar och strandlinjen är 5,2 kilometer lång. Sjön  ingår i Vuoksens huvudavrinningsområde.   Den ligger omkring 62 km nordöst om Villmanstrand och omkring 260 km nordöst om Helsingfors. 